# Hans Schreiber (Politiker, 1923)
Hans Schreiber (* 4. Februar 1923 in München; † 4. Juni 1999 ebenda) war ein deutscher Politiker (CSU).
Schreiber war von Beruf Oberverwaltungsrat in München. Er schaffte es nicht bei der Landtagswahl in den Landtag von Bayern einzuziehen, sondern rückte erst nach, nachdem der Abgeordnete Franz Xaver Strauß starb. In der sechsten Legislaturperiode gehörte er dem Parlament vom 22. August 1966 bis zum 20. November 1966 an.

## Weblink
- Hans Schreiber in der Parlamentsdatenbank des Hauses der Bayerischen Geschichte in der Bavariathek

| Personendaten    | Personendaten                  |
| ---------------- | ------------------------------ |
| NAME             | Schreiber, Hans                |
| KURZBESCHREIBUNG | deutscher Politiker (CSU), MdL |
| GEBURTSDATUM     | 4. Februar 1923                |
| GEBURTSORT       | München                        |
| STERBEDATUM      | 4. Juni 1999                   |
| STERBEORT        | München                        |